# Kopalnia Węgla Kamiennego Jastrzębie
Kopalnia Węgla Kamiennego Jastrzębie – nieczynna kopalnia węgla kamiennego, która znajdowała się w  Jastrzębiu-Zdroju w woj. śląskim oraz częściowo w Mszanie w powiecie wodzisławskim.

## Historia
Budowę kopalni rozpoczęto w czerwcu 1956, a uroczyste uruchomienie nastąpiło 4 grudnia 1962 roku. 1 stycznia 1963  została do niej przyłączona kopalnia Moszczenica. Połączonym kopalniom nadano nazwę KWK „Jastrzębie-Moszczenica”. 1 stycznia 1966 odłączono kopalnię Moszczenica i kopalnia „Jastrzębie” powróciła do swej dawnej nazwy. 
Kopalnia wchodziła kolejno w skład organizacji skupiających zakłady górnicze na naszym terenie: Rybnickie Zjednoczenie Przemysłu Węglowego (działało w latach 1945-1982), Zrzeszenie Kopalń Węgla Kamiennego w Jastrzębiu-Zdroju (działało w latach 1982-1984), Rybnicko-Jastrzębskie Gwarectwo Węglowe (działało w latach 1984-1988), Przedsiębiorstwo Eksploatacji Węgla „Południe” z siedzibą w Jastrzębiu-Zdroju (działało w latach 1989-1990).
W 1994 r. ponownie połączono obie kopalnie i nadano im nazwę KWK Jas-Mos. Kopalnię „Moszczenica” włączono w skład KWK Jas-Mos jako Ruch Moszczenica. 29 sierpnia 1980 w kopalni doszło do strajku, który trwał do podpisania tzw. porozumień jastrzębskich 3 września 1980. W 2000 roku „Ruch Moszczenica” całkowicie zakończył eksploatację. Następnie kopalnia nosiła nazwę KWK „Jas-Mos” i należała do Jastrzębskiej Spółki Węglowej S.A. Od 2023 r. w stanie likwidacji należy do Spółki Restrukturyzacji Kopalń.